# عزت گونای
عزت گونای (ترکی استانبولی: İzzet Günay؛ زادهٔ ۲۱ اوت ۱۹۳۴) هنرپیشه اهل ترکیه است. او به عنوان یکی از پرکارترین بازیگران ترکیه‌ای شناخته می‌شود و در بیش از ۱۰۰ فیلم به عنوان بازیگر حضور داشته‌است.